# Джек Кулкай
Джек Кулкай-Кет (нім. Jack Culcay-Keth; нар. 26 вересня 1985, Амбато) — німецький професійний боксер еквадорського походження, чемпіон світу і призер чемпіонату Європи серед аматорів, чемпіон Європи за версією EBU (2014) у першій середній вазі.

## Аматорська кар'єра
Джек Кулкай народився у сім'ї батька-еквадорця і матері-німкені у Еквадорі. У віці п'яти років він з сім'єю переїхав до Німеччини. Боксом почав займатися у віці дванадцяти років.
На чемпіонаті світу 2007 здобув дві перемоги, а у чвертьфіналі програв Деметріусу Ендреду (США) — 9-30.
На Олімпійських іграх 2008 програв у першому бою Кім Чон Джу (Південна Корея) — 11-11(+).
На чемпіонаті Європи 2008 завоював срібну медаль.
- В 1/16 фіналу переміг Дмитра Митрофанова (Україна) — 15-3
- В 1/8 фіналу переміг Вільяма Маклафліна (Ірландія) — 7-2
- В чвертьфіналі переміг Олександра Ракіслова (Росія) — 6-3
- В півфіналі переміг Жаіда Шигера (Франція) — 9-1
- У фіналі програв Магомеду Нурудінову (Білорусь) — RSCI 3

На чемпіонаті світу 2009 завоював золоту медаль.
- В 1/16 фіналу переміг Хуссейна Бакр Абдіна (Єгипет) — 10-5
- В 1/8 фіналу переміг Браяна Кастаньйо (Аргентина) — 14-5
- В чвертьфіналі переміг Торбена Келлера (Данія) — 5-2
- В півфіналі переміг Ботиржона Махмудова (Узбекистан) — 6-4
- У фіналі переміг Андрія Замкового (Росія) — 7-4

## Професіональна кар'єра
У грудні 2009 року Джек Кулкай дебютував на професійному рингу. У дванадцятому бою виграв вакантний титул інтерконтинентального чемпіона WBA у першій середній вазі. Провів два вдалих захиста титулу, а 27 квітня 2013 року втратив його, програвши Гвідо Ніколасу Питто (Аргентина). 26 жовтня 2013 року у матчі-реванші Джек Кулкай здобув перемогу за очками і повернув титул інтерконтинентального чемпіона WBA. Провівши після повернення титулу два переможних захиста, 16 серпня 2014 року в бою проти іспанця Ісаака Реала Джек Кулкай завоював титул чемпіона Європи за версією EBU.
9 травня 2015 року в бою проти Моріса Вебера (Німеччина) Джек Кулкай завоював титул «тимчасового» чемпіона за версією WBA у першій середній вазі.
11 березня 2017 року вдруге в кар'єрі зустрівся в бою з Деметріусом Ендредом і програв непереможному американцю розділеним рішенням бій за титул «регулярного» чемпіона за версією WBA у першій середній вазі.
9 червня 2018 року Джек Кулкай завоював вакантний титул чемпіона Європейського Союзу за версією EBU у середній вазі. 22 вересня 2018 року завоював титул інтернаціонального чемпіона за версією IBF. 13 квітня 2019 року вийшов на бій за звання обов'язкового претендента на титул чемпіона світу за версією IBF проти Сергія Дерев'янченко (Україна) і зазнав поразки одностайним рішенням.
У своїх восьми наступних поєдинках здобув перемоги і 6 квітня 2024 року вийшов на бій за вакантний титул чемпіона IBF у першій середній вазі проти Бахрама Муртазалієва (Росія). Здавалося, Кулкай робив достатньо, щоб перемогти, але у десятому раунді він раптово віддав ініціативу і різко сповільнився, чим скористався суперник, забивши німця в одинадцятому раунді. Кулкай тримався до останнього, але все ж звалився на підлогу рингу і не зумів підвестися.